# Triaspis eugenii
Triaspis eugenii är en stekelart som beskrevs av Robert A.Wharton och Lopez-martinez 2000. Triaspis eugenii ingår i släktet Triaspis och familjen bracksteklar. Inga underarter finns listade i Catalogue of Life.